# Slag bij Alcântara (1580)
De Slag bij Alcântara vond plaats op 25 augustus 1580 bij het riviertje Alcântara, nabij Lissabon.

## Context in de jaren 1578-1580
In Portugal was een dynastieke crisis uitgebroken toen Sebastiaan van Portugal in 1578 omkwam in Ksar-el-Kebir in een roekeloze veroveringstocht van Marokko. De directe lijn van het Portugees koninklijk huis Aviz dreigde uit te sterven toen de 80-jarige achterneef de kardinaal-koning Hendrik in 1578 de troon besteeg. Filips II van Spanje beschouwde zichzelf als de pretendent met de sterkste rechten en eiste de Portugese troon op. Ondertussen kwam prins Antonio van Crato, een kleinzoon van Manuel I, vrij uit Marokkaanse gevangenschap. In januari 1580 overleed de hoogbejaarde kardinaal-koning in Lissabon. Voor Filips II van Spanje was de tijd rijp voor een inval in Portugal.

## Spaanse invasie en veldslag 1580
In juni 1580 viel een Spaans leger Portugal binnen, onder het commando van de hertog van Alva. Alva rukte op naar Lissabon, zonder veel tegenstand te ontmoeten. In juli 1580 landden de Spanjaarden bij Cascais en midden augustus stond Alva op 10 kilometer afstand van de stad. Ten westen van het riviertje Alcântara, vlak bij Lissabon, stuitte hij op 25 augustus op een Portugees leger aan de oostelijke kant, onder commando van prins António die zichzelf al tot koning Anton I van Portugal en graaf van Vimioso had uitgeroepen. De veldslag was een beslissende overwinning voor de Spanjaarden, zowel te land als ter zee. Op 27 augustus 1580 nam Alva de stad Lissabon in.

## Epiloog van de Slag
Op 25 maart 1581 werd Filips II van Spanje tot koning van Portugal gekroond. Spanje en Portugal zouden nog 60 jaar, tot 1640, door één koning geregeerd worden.
De dynastie Aviz kwam ten einde. Antonio zou nog jaren een guerrilla tegen de Spanjaarden voeren.